# اونگ بنگ سنگ
آونگ بنگ سنگ (انگلیسی: Ong Beng Seng؛ زادهٔ ژانویه ۱۹۴۶ (۷۹ سال)) کارآفرین و سرمایه‌دار اهل سنگاپور است.